# جنی هندریکس
جنی هندریکس (انگلیسی: Jenny Hendrix؛ زاده ۵ آوریل ۱۹۸۶) یک بازیگر پورنوگرافی اهل ایالات متحده آمریکا است.